# George Klein (DJ)
George "GK" Klein (Memphis, Tennessee, 8 de octubre de 1935 - 5 de febrero de 2019), fue un disc jockey y presentador de televisión estadounidense. Conoció a Elvis Presley en el octavo grado en Humes High School en North Memphis, donde se convirtieron en amigos de por vida hasta la muerte de Presley en 1977.

## Biografía
Klien conoció a Presley cuando ambos tenían 13 años. "Elvis era el único niño en la escuela que podía cantar", dijo Klein. "Tuve mucha suerte porque le gustaba a su madre". Otros discuten en el momento que fue Elvis quien tuvo la suerte. Klein era el presidente de la clase, el chico al que podría ser el "rey", admirado. Años más tarde, fue Elvis quien se robó el foco de atención, grabando canciones en Sun Records. "¡Entonces Elvis se mete en Eso está bien, mamá y hombre que se quitó como fuegos artificiales! Sam dijo: 'hijo, creo que tienes algo'”, dijo Klein. Tuvo una larga y exitosa carrera como DJ de radio y personalidad de televisión de Memphis, llegando a estar al aire en 1957. Klein tuvo una larga carrera en la radio de Memphis y organizó Talent Party en WHBQ-TV desde 1964 hasta 1973. También fue miembro de la famosa Memphis Mafia, formada por los amigos y asociados más cercanos de Elvis Presley, y apareció en papeles de cameo en ocho de las películas de Presley. En sus últimos años, Klein presentó tanto el programa 19 Elvis Radio en SiriusXM, como el programa George Klein Original Elvis Hour en WLFP FM. Klein también escribió dos libros. El primero, Elvis Presley: A Family Album, fue publicado en 2007, por Little, Brown and Company, un sello de Hachette Book Group. El segundo, Elvis: My Best Man: Radio Days, Rock 'n' Roll Nights; y YMe and a Guy Named Elvis: My Lifelong Friendship with Elvis Presley, fue coescrito con Chuck Crisafulli y publicado en 2011, por Three Rivers Press.
Klein fue incluido en el Salón de la Fama de la Radio de Tennessee en 2013. En 2018, fue incluido en el Salón de la Fama de la Música de Memphis.

## Vida personal y muerte
Klein se casó con Barbara Little el 5 de diciembre de 1970, en Las Vegas. Barbara más tarde se divorció de Klein y se casó con Richard Bauer. Ella murió el 20 de diciembre de 2013, de cáncer. Según informes de noticias locales, Klein murió en Memphis debido a complicaciones de demencia. La cuenta de Twitter de Priscilla Presley indicó que Klein había estado en un hospicio antes de su muerte.